# Corytophanes cristatus
El turipache cabeza lisa (Coryphanes cristatus), también conocido como cutete, iguana de casco o camaleón de casco, es una especie de lagarto de la familia Corytophanidae que habita desde el sur de México hasta Colombia.

## Distribución y hábitat
Su área de distribución incluye el sur de México, Belice, Guatemala, El Salvador,  Honduras, Nicaragua, Costa Rica, Panamá y Colombia. Su rango altudinal oscila entre 600 y 800 m s. n. m. Su hábitat natural se compone de bosque húmedo y seco.

## Descripción
Se alimenta de insectos, gusanos y otros lagartos. Como los camaleones, este lagarto tiene la habilidad de cambiar el color de su piel desde oscuro a claro o viceversa (presenta diferentes colores dependiendo de las zonas de vida donde habite), según su termo-regulación con la luz solar, tiene una gran capacidad de mimetizarse con su entorno, por lo que es difícilmente detectable, al ser localizado no huye, en su locomoción es frecuente que dé brincos y que corra de manera bípeda. No está emparentada con los verdaderos camaleones de África y Asia.
Es una especie no amenazada. A diferencia de los basiliscos, no tiene comportamiento acuático.

## Galería de imágenes

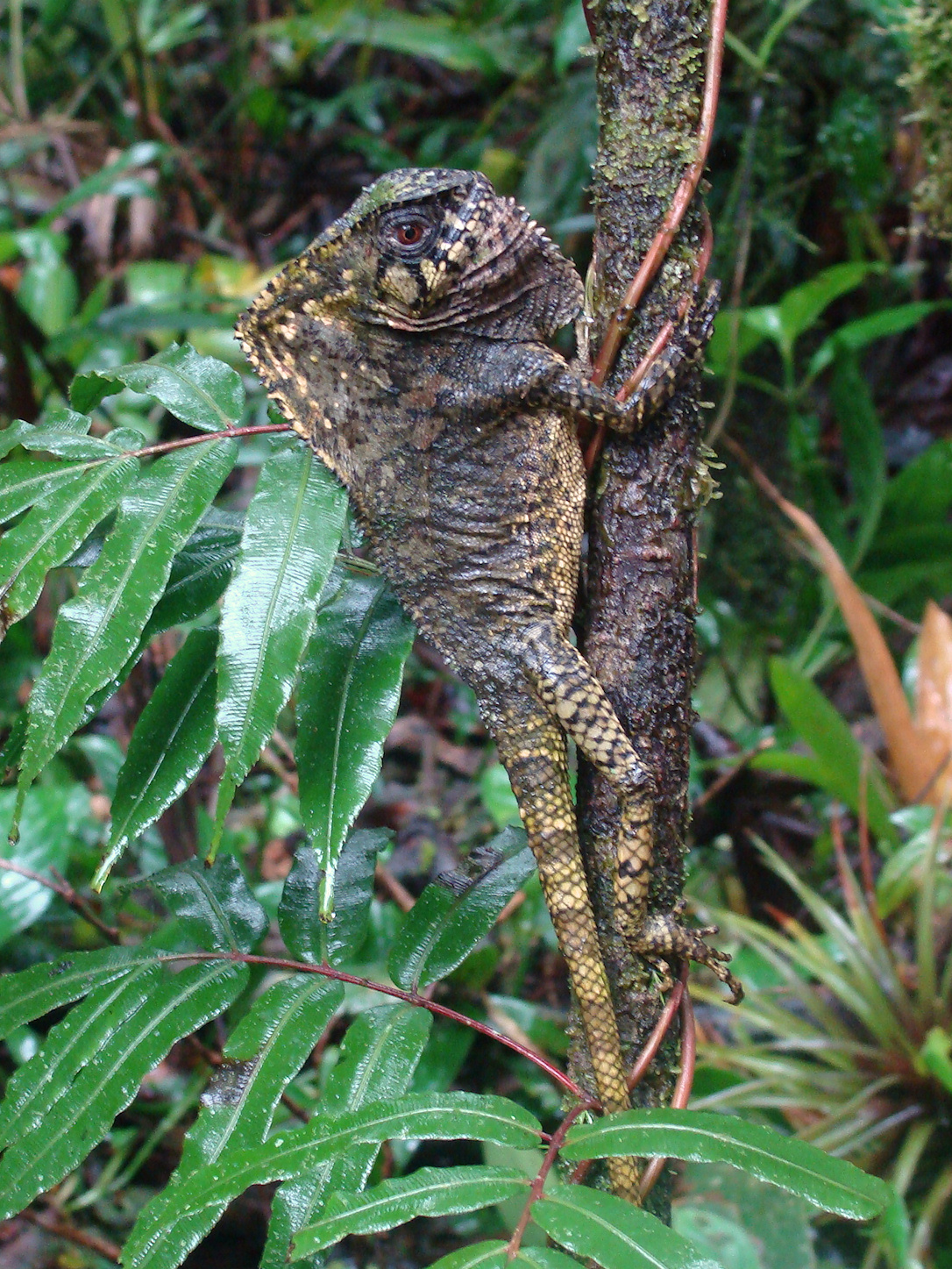
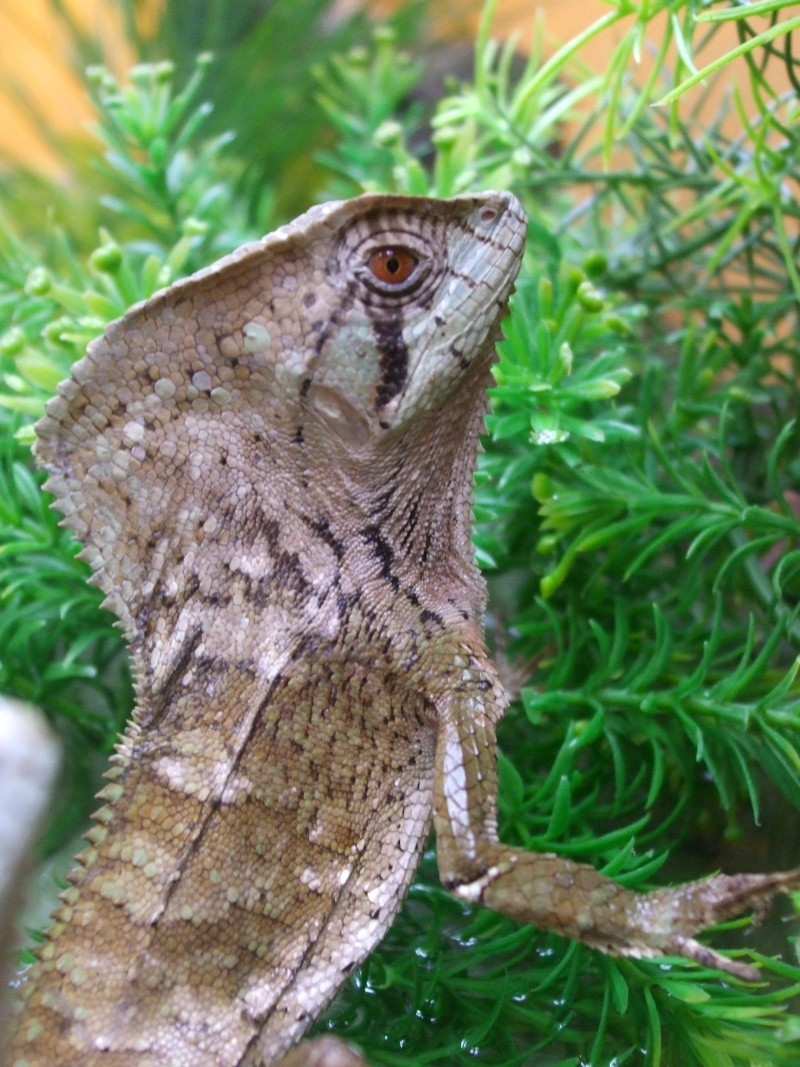